# Literatura finlandeză
Istoria Finlandei a fost tumultuoasă. Pentru o lungă perioadă de timp, limba guvernului și a celor aflați la putere a fost alta decât cea a poporului. Acest lucru a avut o influență puternică asupra literaturii finlandeze, multe dintre cele mai importante opere evoluând în jurul ideii de a păstra o cât mai puternică identitate finlandeză.
Vezi Karelianism

## Înainte de secolul al XIX-lea
Deoarece finlandeza este o limbă relativ nouă (cel puțin în formă scrisă), nu există aproape deloc literatură scrisă din Evul Mediu sau din epocile anterioare. Cărțile importante precum Biblia și Codul de Legi erau disponibile doar în latină, suedeză sau alte câteva limbi europene precum franceza sau germana.
Finlandeza scrisă a fost practic inventată de episcopul luteran Mikael Agricola (1510—1557). El a tradus Noul Testament în finlandeză, terminând în 1548.

## Secolul al XIX-lea
Încă din Evul Mediu, Finlanda a fost bogată în folclor. Sute de vechi poeme folclorice au fost adunate încă din anii 1820.
Cea mai cunoscută culegere de poeme folclorice este de departe Kalevala. A fost publicată pentru prima oară în 1835 și a devenit repede un simbol al naționalismului finlandez. Finlanda făcea la acea dată parte din Imperiul Rus, după ce făcuse înainte parte din Suedia (și controlul asupra acestei țări se va schimba între aceste state). Kalevala a fost prin urmare o parte importantă a identității finlandeze timpurii.
Vezi Istoria Finlandei.
Primul roman publicat în finlandeză a fost Șapte Frați (1870) de Aleksis Kivi (1834—1872): încă considerată una dintre cele mai mari opere ale literaturii finlandeze. Asemenea Europei în general, popularitatea romanului în Finlanda se leagă de industrializare, multe dintre primele romane finlandeze ocupându-se de viața celor bogați. În cazul romanului Șapte frați tema este cum țăranii pot supraviețui în civilizația urbană aflată în dezvoltare - o temă des întâlnită în romanele finlandeze.

## Secolul al XX-lea
Romanul Egipteanul (1945, scris de Mika Waltari) a fost tradus în treizeci de limbi și, până la sfârșitul secolului al XX-lea, a ajuns cea mai tradusă lucrare din literatura finlandeză. În 1954, regizorul american Michael Curtiz a realizat un lungmetraj bazat pe acest roman, Egipteanul.